# Контамин Монжоа
Контамин Монжоа (фр. Contamines-Montjoie) насеље је и општина у источној Француској у региону Рона-Алпи, у департману Горња Савоја која припада префектури Бонвил.
По подацима из 2011. године у општини је живело 1192 становника, а густина насељености је износила 27,37 становника/km². Општина се простире на површини од 43,55 km². Налази се на средњој надморској висини од 1164 метара (максималној 3.880 m, а минималној 990 m).

## Демографија
| 1962. | 1968. | 1975. | 1982. | 1990. | 1999. | 2011. |
| ----- | ----- | ----- | ----- | ----- | ----- | ----- |
| 753   | 909   | 853   | 1 027 | 994   | 1.129 | 1.192 |

График промене броја становника у току последњих година